# Добрени (Ђурђу)
Добрени (рум. Dobreni) насеље је у Румунији у округу Ђурђу у општини Варашти. Oпштина се налази на надморској висини од 53 m.

## Становништво
Према подацима из 2002. године у насељу је живело 2340 становника.

### Попис2002.
| Расподела становништва по националности 2002.‍ | Расподела становништва по националности 2002.‍ | Расподела становништва по националности 2002.‍ | Расподела становништва по националности 2002.‍ | Расподела становништва по националности 2002.‍ |
| --------------------------------------------- | --------------------------------------------- | --------------------------------------------- | --------------------------------------------- | --------------------------------------------- |
|                                               |                                               |                                               |                                               |                                               |
| Румуни                                        | Румуни                                        |                                               | 1.344                                         | 57,5%                                         |
| Роми                                          | Роми                                          |                                               | 995                                           | 42,5%                                         |